# Protovestiario
Protovestiario (en griego: πρωτοβεστιάριος, «primer vestiario») fue una alta posición en la corte bizantina, originalmente reservado para los eunucos.

## Historia y funciones
El título es mencionado primero en el año 412, como comes sacrae vestis, un título a cargo del «vestuario sagrado» del emperador bizantino (en latín: sacra vestis), dependiente del praepositus sacri cubiculi. En griego, el término utilizado fue oikeiakon vestiarion (en griego: οἰκειακόν βεστιάριον, «vestuario privado»), y con este nombre permaneció conocido desde el siglo VII. Como tal, el cargo fue distinto del de vestuario público o imperial, el basilikon vestiarion, que fue confiada a un funcionario del estado, el chartoularios tou vestiariou. El vestuario privado también incluía parte del tesoro privado del emperador bizantino, y controlaba un amplio personal.
En consecuencia, los poseedores de este cargo ocuparon el segundo lugar solamente por debajo del paracemomeno en la jerarquía de la corte, funcionando como asesores de este. Entre los siglos IX  y XI los protovestiarios fueron nombrados generales y embajadores. En el siglo XI, el título incrementó aún más en importancia, eclipsando al curopalata, transformándolo en un título honorífico, que también comenzó a ser dado a los no-eunucos, incluidos los miembros de la familia imperial. Como tal, el título sobrevivió hasta el período paleólogo tardío, sus titulares incluían ministros de alto rango y futuros emperadores bizantinos.

## Protovestiarios notables
- Constantino Leicudes, después patriarca Constantino III de Constantinopla.
- Andrónico Ducas, general de Romano IV Diógenes.
- Alejo Raúl (protovestiario), general de Juan III Ducas Vatatzés.
- Jorge Muzalon, ministro de Teodoro II Láscaris.
- Alejo V Ducas.
- Juan III Ducas Vatatzés.
- Miguel Tarcaniota, sobrino de Miguel VIII Paleólogo.